# Brian Donovan
Brian Donovan (né en 1967) est un doubleur américain, prêtant sa voix aux personnages de Rock Lee dans Naruto et de Davis Motomiya dans Digimon.
Donovan se fait connaître en prêtant sa voix au personnage de Rock Lee dans la série Naruto ainsi que dans les films qui suivent le personnage. Ensuite, il interprète les personnages de Ollie Sharker dans A.T.O.M., Davis Motomiya dans la série Digimon. En 2010, il prête sa voix à un personnage du film Alpha et Oméga.
Brian Donovan est aussi la voix officielle de la chaîne Jetix.